# Тайлер Кума
Тайлер Кума (англ. Tyler Cuma, нар. 19 січня 1990, Скарборо) — канадський хокеїст, захисник клубу Австрійської хокейної ліги «Відень Кепіталс».

## Ігрова кар'єра
Хокейну кар'єру розпочав 2006 року в складі клубу «Оттава 67-і» (ОХЛ).
2008 року був обраний на драфті НХЛ під 23-м загальним номером командою «Міннесота Вайлд». 
З сезону 2010/11 захищає кольори команди «Х'юстон Аерос» (АХЛ). У квітні 2012 зіграв один матч у складі клубу НХЛ «Міннесота Вайлд» після чого продовжив виступи за команду з Х'юстона. 
Сезон 2012/13 провів у складі «Айова Вайлд», а влітку 2014 перебрався до Європи, де уклав однорічний контракт з австрійською командою «Грац Найнті Найнерс».
Наразі ж грає за клуб Австрійської хокейної ліги «Відень Кепіталс».

## Збірна
У складі юніорської збірної Канади учасник Меморіалу Івана Глінки 2007 та юніорського чемпіонату світу 2008.

## Нагороди та досягнення
- Чемпіон Австрії в складі «Відень Кепіталс» — 2017.

## Статистика
| Сезон        | Клуб                  | Ліга         | Регулярний сезон | Регулярний сезон | Регулярний сезон | Регулярний сезон | Регулярний сезон | Плей-оф | Плей-оф | Плей-оф | Плей-оф | Плей-оф |
| Сезон        | Клуб                  | Ліга         | І                | Г                | П                | О                | ШХ               | І       | Г       | П       | О       | ШХ      |
| ------------ | --------------------- | ------------ | ---------------- | ---------------- | ---------------- | ---------------- | ---------------- | ------- | ------- | ------- | ------- | ------- |
| 2006–07      | «Оттава 67-і»         | ОХЛ          | 63               | 3                | 16               | 19               | 55               | 5       | 0       | 2       | 2       | 6       |
| 2007–08      | «Оттава 67-і»         | ОХЛ          | 59               | 4                | 28               | 32               | 69               | 4       | 1       | 1       | 2       | 2       |
| 2008–09      | «Оттава 67-і»         | ОХЛ          | 21               | 1                | 8                | 9                | 27               | —       | —       | —       | —       | —       |
| 2009–10      | «Оттава 67-і»         | ОХЛ          | 52               | 5                | 17               | 22               | 73               | 12      | 0       | 5       | 5       | 20      |
| 2010–11      | «Х'юстон Аерос»       | АХЛ          | 31               | 1                | 3                | 4                | 15               | —       | —       | —       | —       | —       |
| 2011–12      | «Х'юстон Аерос»       | АХЛ          | 73               | 0                | 9                | 9                | 48               | 2       | 0       | 0       | 0       | 0       |
| 2011–12      | «Міннесота Вайлд»     | НХЛ          | 1                | 0                | 0                | 0                | 2                | —       | —       | —       | —       | —       |
| 2012–13      | «Х'юстон Аерос»       | АХЛ          | 42               | 1                | 11               | 12               | 14               | 1       | 0       | 0       | 0       | 0       |
| 2013–14      | «Айова Вайлд»         | АХЛ          | 55               | 0                | 8                | 8                | 47               | —       | —       | —       | —       | —       |
| 2014–15      | «Грац Найнті Найнерс» | Австрія      | 31               | 1                | 7                | 8                | 35               | —       | —       | —       | —       | —       |
| 2015–16      | «Відень Кепіталс»     | Австрія      | 35               | 0                | 2                | 2                | 10               | 4       | 1       | 0       | 1       | 2       |
| 2016–17      | «Відень Кепіталс»     | Австрія      | 41               | 3                | 8                | 11               | 28               | 12      | 0       | 4       | 4       | 6       |
| Усього в НХЛ | Усього в НХЛ          | Усього в НХЛ | 1                | 0                | 0                | 0                | 2                | —       | —       | —       | —       | —       |